# Badenser
Als Badenser (auf der zweiten Silbe betont) werden heute nur noch vereinzelt und trotz des Wissens, auf teilweise erheblichen Widerspruch zu stoßen, die Bewohner von Baden bezeichnet. Während diese aus dem urkundensprachlich-lateinischen badensis (als haplologisch verkürzte Form von lat. badeniensis) abgeleitete Bezeichnung früher keinen Anstoß erregte und seit dem frühen 19. Jahrhundert als eine von mehreren üblichen Schreibweisen verwendet wurde – Johann Wolfgang von Goethe gebraucht sie beispielsweise um 1811 unbeanstandet im sechzehnten Buch seines Werks Dichtung und Wahrheit –, wird sie seit der Auflösung des Großherzogtums Baden von den Einheimischen zunehmend als geringschätzig und größtenteils abwertend empfunden. Auch wenn sie also historisch gesehen keine Verunglimpfung ist, legen die Bewohner des ehemaligen Landes Baden heute häufig Wert darauf, Badener (oder kurz: Badner) genannt zu werden.
Im Stereotyp gilt der Badener als leichtlebig und sinnesfroh, während der Württemberger in die Nähe von Schwaben-Klischees gerückt wird.
Dass die Verwendung von „Badenser“ in der jüngeren Geschichte von den so Titulierten als unangemessen und zudem oft abwertend empfunden wird, musste ein Heilbronner Abgeordneter des Baden-Württembergischen Landtags 1954 erfahren: Auf seine entsprechende Äußerung hin drohte der nordbadische CDU-Abgeordnete Franz Gurk, er werde ihn künftig als „Heilbronnser“ bezeichnen, wobei „-bronnser“ phonetisch dem süddeutschen Wort Brunzer/Bronzer = „Pinkler“, „Pisser“ sehr nahekommt.
Der Streit um die Zulässigkeit des Begriffs ist aber selten ernsthafter Natur. Er wird selbst von „Ur-Badenern“ meist augenzwinkernd im Zusammenhang mit lokalpatriotischen Auseinandersetzungen mit Schwaben, Pfälzern oder Bayern geführt.